# ノーム (アラスカ州)
ノーム（英: Nome、イヌピアック語：Sitnasuaq）は、アメリカ合衆国アラスカ州西部、ノーム国勢調査地域の都市。スワード半島南岸に位置し、ベーリング海のノートン湾に面している。2020年国勢調査では人口3,699人である。ノームは1901年4月9日に自治体となり、かつてはアラスカで最も人口が多い都市だった。ノームは未編入自治区であり、ベーリング海峡先住民自治体の地域内にある。シトナスアク・ビレッジ自治体（ベーリング海峡先住民自治体のある種の小区分）は、ノームとその周辺の土地保有権を持っている。
ノーム市は世界最大の金選鉱鍋がある所と主張しているが、この主張にはカナダのブリティッシュコロンビア州クイネルから異議が出ている。
1925年冬（1月27日 - 2月1日）、ジフテリアがノーム地域のイヌイットに流行した。州全体に激しいブリザードが吹き荒れ、アンカレッジからの飛行機では救命のための血清が届けられなかった。血清を運ぶために犬橇チームのリレーが編成された。毎年開催されるイディタロッド・トレイル犬橇レースは、この歴史的事件を記念するものである。
このリレーで最後の隊の橇を御していたのはガンナー・カーセンだった。その先導犬がバルトーだった。F・G・ロス制作になるバルトーの彫像がニューヨーク市セントラル・パークの動物園近くに立っている。レナード・セパラが1925年に血清を持ってノームに向かった犬橇隊の最後から2番目で最長距離を走った。その犬たちの1匹、トーゴーはこの「偉大な慈悲のレース」で忘れられた英雄と考えられている。もう1匹の犬、フリッツはノームのキャリー・M・マクレイン記念博物館で保存展示されている。

## ノームの名前

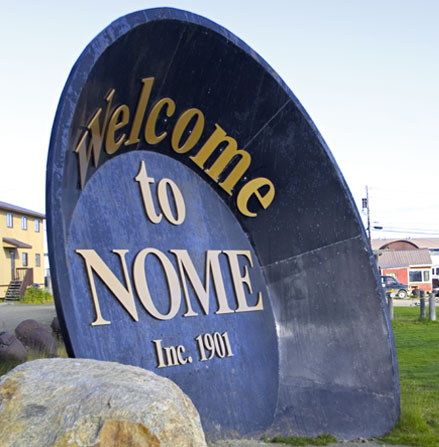
世界最大と主張する金選鉱鍋、アンビルシティ広場

ノーム市の名前の起源については現在でも議論が続いている。
この名前はノームから12マイル (19 km) 南にある地点から来た可能性がある。あるイギリス人地図作成者がベーリング海峡を航海する間にイギリスの士官が作成した地図の注釈を写したときの誤りからノーム岬がその名前を持つことになった。その士官は無名の岬の横に「？Name」と書いていた。地図作成者はこの注釈を「C. Nome」あるいは「Cape Nome（ノーム岬）」と誤読し、その地図に書き入れた。
別の説では、ノームが問題の地図よりも遥か昔から使われていたスカンディナヴィア半島の1箇所以上の地名であるとしており、ノルウェーのノームに詳しい航海士あるいは地図作成者によってその町の名前が付けられた可能性がある。
1899年2月、ノーム岬やノーム市の南4マイル (6 km) に河口があるノーム川との混同を避けるために、市名をノームからアンビルに変えることについて地元の坑夫や商人が投票を行った。ノームにあるアメリカ合衆国郵便公社はこの改名の受け入れを拒んだ。商人たちは郵便局がノーム川の鉱山キャンプに移されてしまうことを怖れ、渋々ながらアンビルからノームに戻すことに同意した。

## 地理と気候
ノームは 北緯64度30分14秒 西経165度23分58秒 / 北緯64.50389度 西経165.39944度座標: 北緯64度30分14秒 西経165度23分58秒 / 北緯64.50389度 西経165.39944度に位置する。アメリカ合衆国国勢調査局によれば、2023年時点の市域全面積は21.5平方マイル (56,000,000 m2)、このうち陸地は12.8平方マイル (33 km2)、水面は8.7平方マイル (23 km2)で水域率は40.4%である。
ケッペンの気候区分では亜寒帯湿潤気候（Dfc）に属する。
| ノームの気候           | ノームの気候 | ノームの気候 | ノームの気候  | ノームの気候  | ノームの気候 | ノームの気候 | ノームの気候 | ノームの気候 | ノームの気候 | ノームの気候 | ノームの気候  | ノームの気候 | ノームの気候   |
| 月                     | 1月          | 2月          | 3月           | 4月           | 5月          | 6月          | 7月          | 8月          | 9月          | 10月         | 11月          | 12月         | 年             |
| ---------------------- | ------------ | ------------ | ------------- | ------------- | ------------ | ------------ | ------------ | ------------ | ------------ | ------------ | ------------- | ------------ | -------------- |
| 最高気温記録 °C （°F） | 10.6 (51.1)  | 8.9 (48)     | 6.7 (44.1)    | 15.6 (60.1)   | 25.6 (78.1)  | 30.0 (86)    | 30.0 (86)    | 28.3 (82.9)  | 21.7 (71.1)  | 15.0 (59)    | 10.0 (50)     | 6.1 (43)     | 30.0 (86)      |
| 平均最高気温 °C （°F） | −10.3 (13.5) | −10.2 (13.6) | −7.9 (17.8)   | −2.9 (26.8)   | 6.1 (43)     | 12.2 (54)    | 14.8 (58.6)  | 13.3 (55.9)  | 9.2 (48.6)   | 1.1 (34)     | −5.0 (23)     | −9.0 (15.8)  | 0.9 (33.6)     |
| 日平均気温 °C （°F）   | −14.6 (5.7)  | −14.5 (5.9)  | −12.6 (9.3)   | −6.9 (19.6)   | 2.8 (37)     | 8.5 (47.3)   | 11.4 (52.5)  | 10.3 (50.5)  | 6.1 (43)     | −1.9 (28.6)  | −8.4 (16.9)   | −13.1 (8.4)  | −2.7 (27.1)    |
| 平均最低気温 °C （°F） | −18.8 (−1.8) | −19.1 (−2.4) | −17.2 (1)     | −10.9 (12.4)  | −0.5 (31.1)  | 4.8 (40.6)   | 8.1 (46.6)   | 7.3 (45.1)   | 2.9 (37.2)   | −5.1 (22.8)  | −11.8 (10.8)  | −17.3 (0.9)  | −6.4 (20.5)    |
| 最低気温記録 °C （°F） | −47.8 (−54)  | −41.1 (−42)  | −43.3 (−45.9) | −34.4 (−29.9) | −23.9 (−11)  | −6.7 (19.9)  | −2.2 (28)    | −5.0 (23)    | −12.8 (9)    | −23.3 (−9.9) | −39.4 (−38.9) | −41.1 (−42)  | −47.8 (−54)    |
| 降水量 mm （inch）     | 23.4 (0.921) | 19.1 (0.752) | 15.2 (0.598)  | 16.5 (0.65)   | 18.8 (0.74)  | 29.0 (1.142) | 54.6 (2.15)  | 82.0 (3.228) | 63.8 (2.512) | 40.1 (1.579) | 32.5 (1.28)   | 25.7 (1.012) | 420.6 (16.559) |
| 出典：NOAA             |              |              |               |               |              |              |              |              |              |              |               |              |                |

| 平均気温の推移                                                 |                                                                |
| -------------------------------------------------------------- | -------------------------------------------------------------- |
| 現在、技術上の問題で一時的にグラフが表示されなくなっています。 |                                                                |
|                                                                | 現在、技術上の問題で一時的にグラフが表示されなくなっています。 |

|  | 現在、技術上の問題で一時的にグラフが表示されなくなっています。 |

|  | 現在、技術上の問題で一時的にグラフが表示されなくなっています。 |

|  | 現在、技術上の問題で一時的にグラフが表示されなくなっています。 |

|  | 現在、技術上の問題で一時的にグラフが表示されなくなっています。 |

|  | 現在、技術上の問題で一時的にグラフが表示されなくなっています。 |

|  | 現在、技術上の問題で一時的にグラフが表示されなくなっています。 |

|  | 現在、技術上の問題で一時的にグラフが表示されなくなっています。 |

|  | 現在、技術上の問題で一時的にグラフが表示されなくなっています。 |

|  | 現在、技術上の問題で一時的にグラフが表示されなくなっています。 |

|  | 現在、技術上の問題で一時的にグラフが表示されなくなっています。 |

|  | 現在、技術上の問題で一時的にグラフが表示されなくなっています。 |

|  | 現在、技術上の問題で一時的にグラフが表示されなくなっています。 |

|  | 現在、技術上の問題で一時的にグラフが表示されなくなっています。 |

|  | 現在、技術上の問題で一時的にグラフが表示されなくなっています。 |

|  | 現在、技術上の問題で一時的にグラフが表示されなくなっています。 |

|  | 現在、技術上の問題で一時的にグラフが表示されなくなっています。 |

## 人口動態

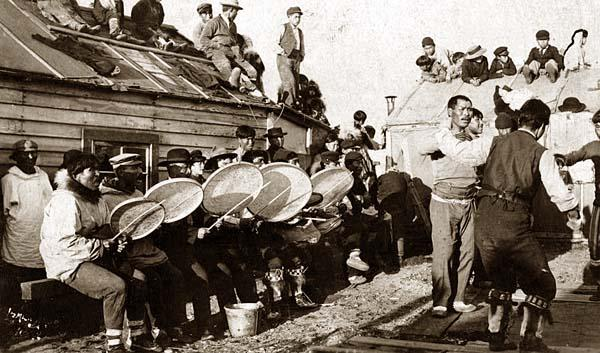
エスキモーの音楽と踊り、1900年撮影

以下は2000年の国勢調査による人口統計データである。
| 基礎データ - 人口: 3,505人 - 世帯数: 1,184世帯 - 家族数: 749家族 - 人口密度: 108.0人/km2（279.7人/mi2） - 住居数: 1,356軒 - 住居密度: 41.8軒/km2（108.2/mi2） 人種別人口構成 - ネイティブ・アメリカン: 51.04% - 白人: 37.89% - アフリカン・アメリカン: 0.86% - アジア人:1.54% - 太平洋諸島系: 0.06% - その他の人種: 0.43% - 混血: 8.19% - ヒスパニック・ラテン系: 2.05% 年齢別人口構成 - 18歳未満: 31.9% - 18-24歳: 8.0% - 25-44歳: 32.1% - 45-64歳: 21.7% - 65歳以上: 6.2% - 年齢の中央値: 32歳 - 性比（女性100人あたり男性の人口） - 総人口: 115.2 - 18歳以上: 117.8 | 世帯と家族（対世帯数） - 18歳未満の子供がいる: 38.9% - 結婚・同居している夫婦: 41.7% - 未婚・離婚・死別女性が世帯主: 12.3% - 非家族世帯: 27.4% - 単身世帯: 33.2% - 65歳以上の老人1人暮らし: 3.7% - 平均構成人数 - 世帯: 2.79人 - 家族: 3.45人 収入と家計 - 収入の中央値 - 世帯: 59,402米ドル - 家族: 68,804米ドル - 性別 - 男性: 50,521米ドル - 女性: 35,804米ドル - 人口1人あたり収入: 23,402米ドル - 貧困線以下 - 対人口: 6.3% - 対家族数: 5.4% - 18歳未満: 4.3% - 65歳以上: 6.9% |

## 歴史

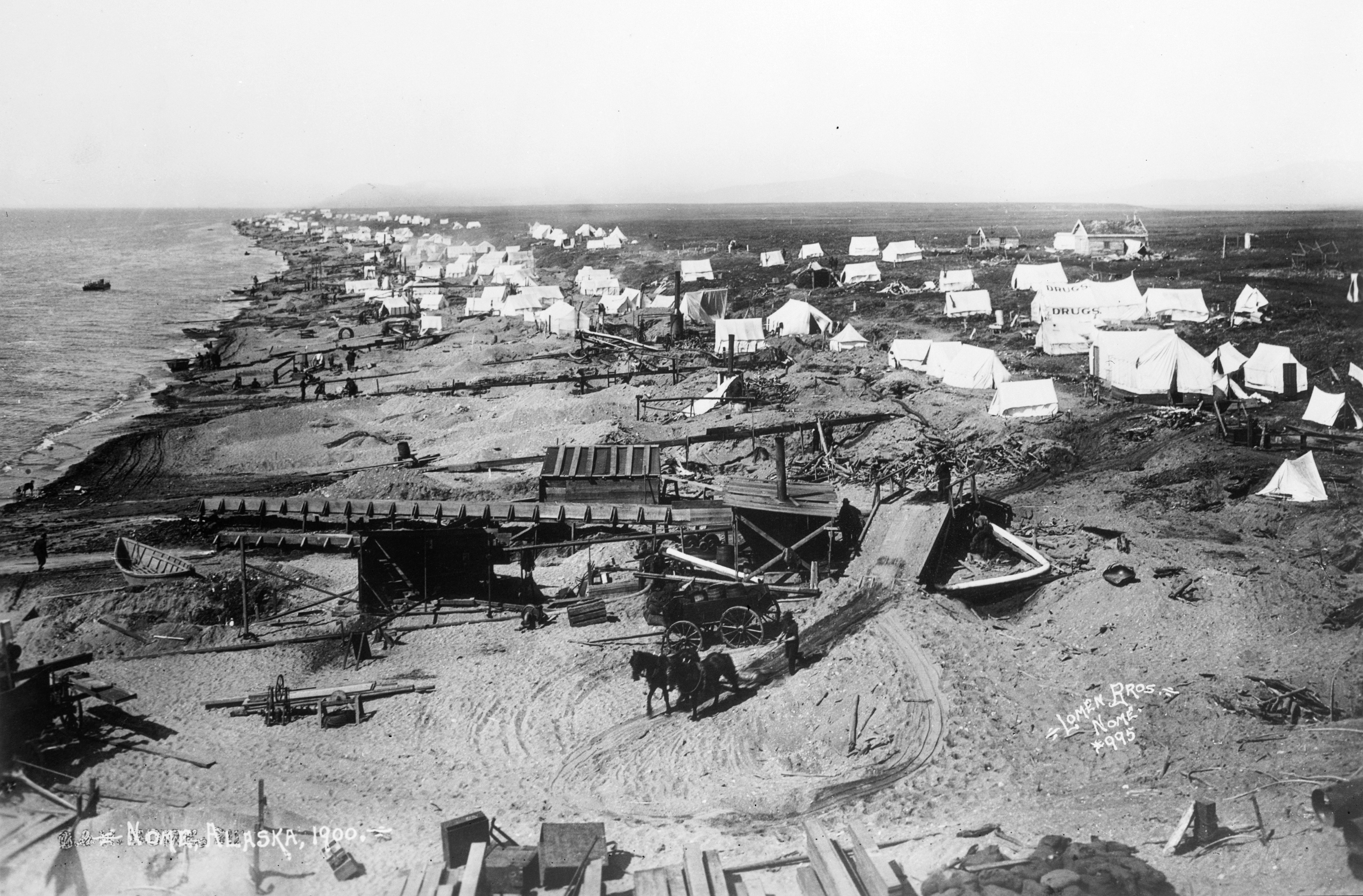
1900年のノーム

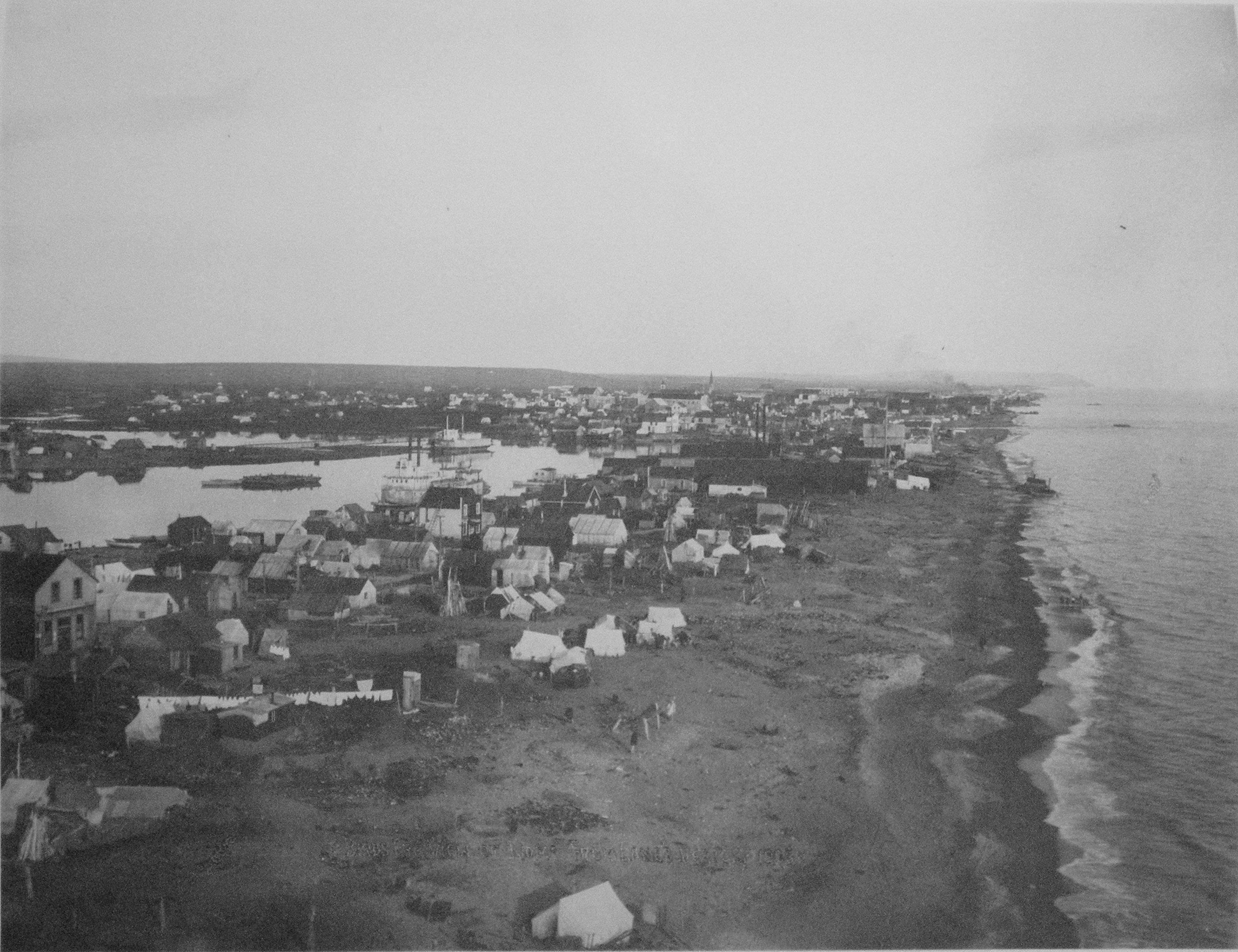
7年後（1907年）には家屋がテントに置き換わった。

前史時代からイヌピアト族がアラスカ西岸で動物を狩猟しており、近年の考古学的発見では、金の発見以前のノームの場所にイヌピアト族がシトナスアクと呼ぶ集落があったことを示唆している。1898年夏、「3人の幸運なスウェーデン人」、実はノルウェー人のジャフェット・リンドバーグとスウェーデン生まれでアメリカ合衆国に帰化したエリク・リンドボルムとジョン・ブライントソンの計3人が、アンビル・クリークで金を発見した。この報せはその次の冬の間に外界に届いた。1899年までにノームの人口は1万人となり、この地域はノーム鉱業地区として組織された。この年、ノームの海岸に沿って数十マイルに渉り砂浜で金が見つかり、人々の殺到は新しい高みに達した。1900年の春だけで、シアトルやサンフランシスコの港から蒸気船で数千の人々がノームにやってきた。この年、砂浜や木のない海岸にできたテント村はロドニー岬からノーム岬まで30マイル (48 km)　にも及んだ。
1900年から1909年の間、ノームの推計人口は2万人にも達していた。1900年のアメリカ合衆国国勢調査では、記録された最高記録として12,488人となっていた。この時、ノームはアラスカ準州で最大の人口を抱えていた。この期間の初期、アメリカ陸軍がこの地域を取り締まり、厳しい冬のために毎年秋に住いを持たないか、住いを借りる金を持たない者たちを追い出していた。
遅れて来た者の多くは当初の発見者たちを羨み、同じ土地を含む鉱業権を申告して当初の権利を「横領」しようとした。この地域の連邦判事は当初の権利を有効と裁定したが、権利横領者の中にはワシントンD.C.の政治家の影響力を使ってその無効な権利を分け合うことに合意した者もいた。ノースダコタ州から来た共和党の高官アレクサンダー・マッケンジーは横領鉱業権で利益の一部を取り、従順な取り巻きのアーサー・ノイズをノーム地域の連邦判事に指名することに成功し、2人でアラスカに行って、ノームでも最も豊かな金鉱山を盗んだ。連邦裁判権を使う厚かましい盗みは最後は阻止されたが、このことがレックス・ビーチのベストセラー小説『The Spoilers』の筋に使われ、戯曲に作り変えられ、また5回も映画になった。映画の1つにはジョン・ウェインやマレーネ・ディートリヒが主演(1942年）『スポイラース』。ジョン・ウェインは18年後ノームについて語るコメディ仕立てのアクション映画『North to Alaska』（1960年）イーストマンカラー＆シネマスコープ大作（ヘンリー・ハサウェイ監督）にも主演した（邦題『アラスカ魂』）。ノームの歴史の一部となっている話題性のある者として、『OK牧場の決闘』で名高いワイアット・アープがいる。
1905年と1934年の大火、1900年、1913年、1945年および1974年の激しい嵐で、ノームのゴールドラッシュ時代の建築は大半が破壊された。火事の前にあった「発見酒場」は現在個人住宅になっており、史跡として緩り改修が行われている。
1925年、ノームは有名な「偉大な慈悲のレース」(1月27日から2月1日)の目的地となり、厳しい気象条件の中を犬橇がジフテリアの血清を運ぶために大きな役割を果たした。1973年、ノームはこの血清運びを記念して開催された、全長1,049マイル (1,600 km)以上にわたるイディタロッド・トレイル犬橇レースの終点となった。
1939年8月、世界一周飛行のため羽田を飛び立った毎日新聞社機ニッポン号は千歳の次にノームに寄航しフェアバンクスに向かった。
第二次世界大戦の間、レンドリース法（武器貸与法）に従ってアメリカ合衆国からソビエト連邦に飛行機を飛ばして行く時の最後の中継点になった。現在使われている滑走路が建設され、軍隊が駐屯した。「樺材」で造った格納庫が残っており、それを改修することを望んだ地元の集団に移管されてきた。元のマークス空軍基地（現在はノーム空港）の場所ではなく、1マイルほど離れた補助着陸場である「サテライト・フィールド｣に残っているものである。市の北にある丘には、遠距離早期警戒システムに使われた補助施設があり、町からも見えるがもはや使われてはいない。
ノーム地区で産出された金の量は360万オンス（102トン）になった。

## 教育

### 高等教育

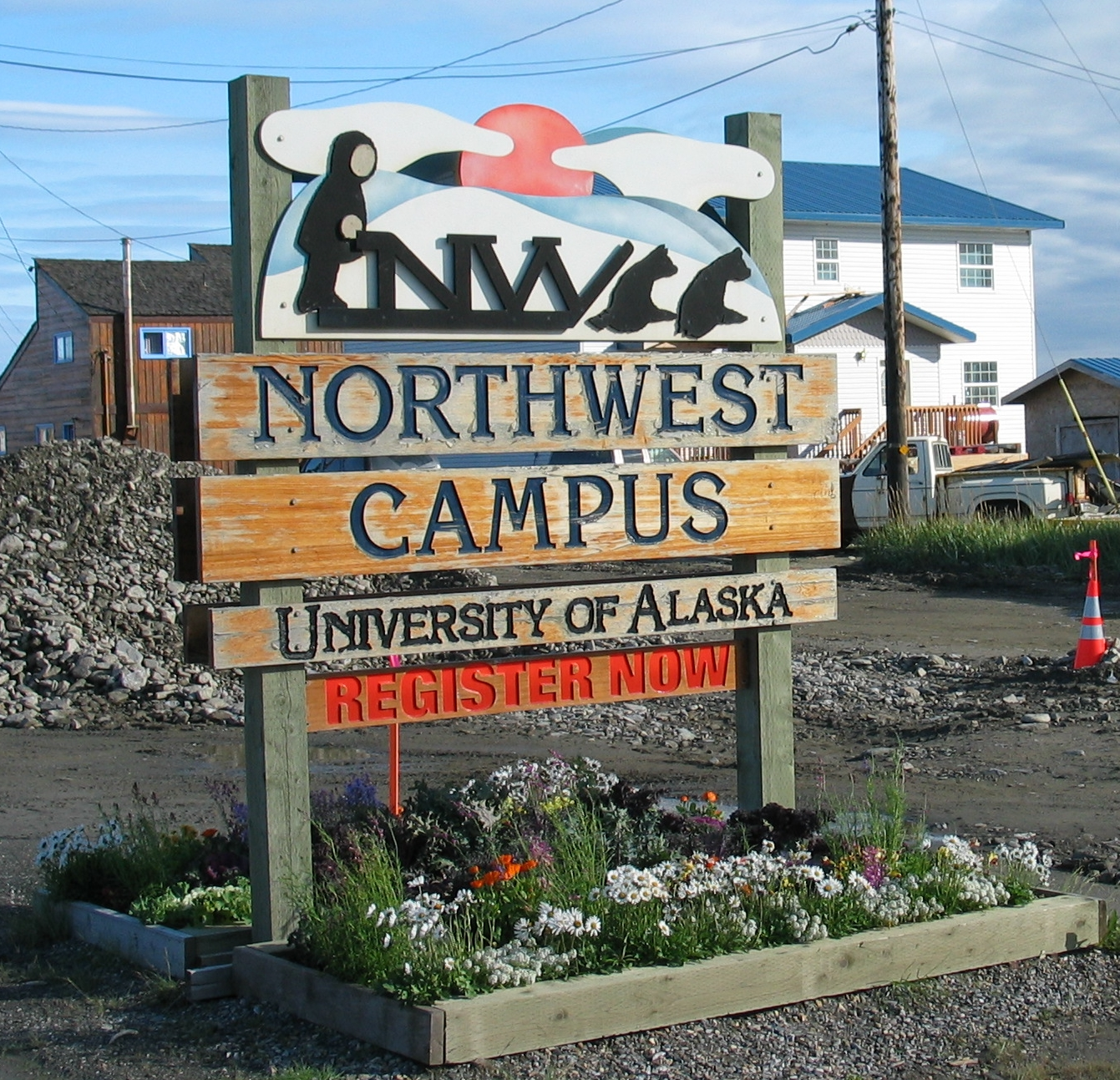
ノースウェスト・キャンパスの標識

アラスカ大学フェアバンクス校がノースウェスト・キャンパス（元はノースウェスト・コミュニティカレッジと呼ばれた）と呼ばれる地域サテライト施設を運営している。

### 公立学校
ノームの教育はノーム市教育学区が運営しており、次の公立学校がある。
- ノーム小学校、幼児から6年生まで
- ノーム・ベンツ中等・高等学校、7年生-12年生
- アンビルシティ科学アカデミー、5年生-8年生、マグネット・スクール

### 私立学校
- ノーム・アドベンティスト学校、1年生から9年生までの私立学校

## メディア
ノームで聴取できるラジオ局はKNOM（AM、780kHz、FM、96.1MHz）とKICY（AM、850kHz、FM、100.3MHz）があり、アンカレッジのKSKAのリピーターであるK216BN（FM、91.3MHz）も聞くことができる。
ノームのケーブルテレビとブロードバンドはジェネラル・コミュニケーションが提供しており、人気のあるチャンネル全てとアンカレッジのテレビ局の大半の番組を流している。また地元の低出力局、K09OW 9チャンネルとK13UG 13チャンネルもあり、どちらもアラスカ地域コミュニケーションズサービスのプログラムを流している。またK11TH 11チャンネルは3ABNが所有し運営している。
ノームではまたアラスカで最古の新聞「ノーム・ナゲット」が発行されている。

## 交通

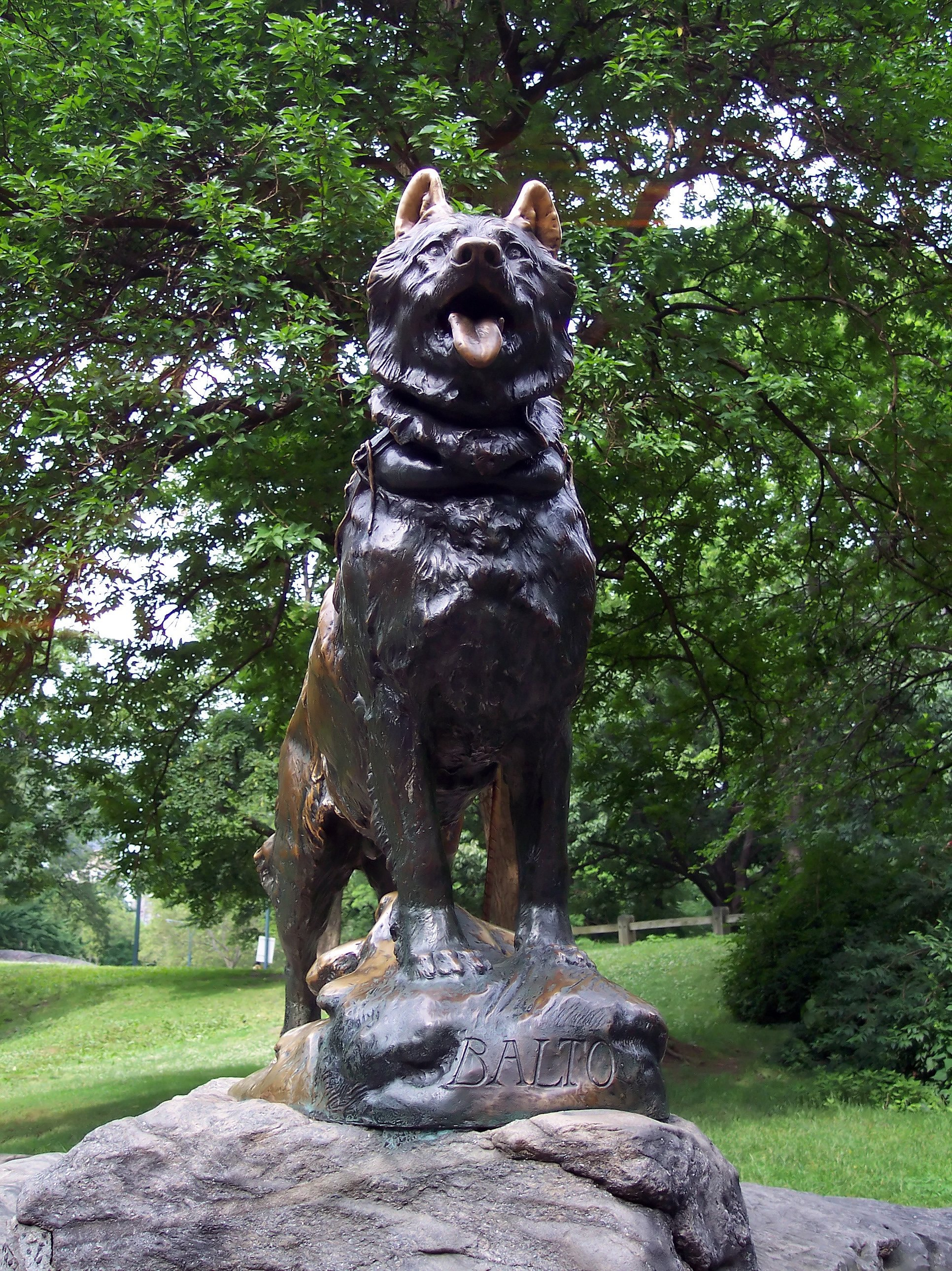
バルトーの彫像、1925年のジフテリア血清運びで最後の犬橇チームの先導だった。

ノームにはノーム空港がある。海港もあり、定期船や巡航船が使っている。
ノームから周辺地域社会まで87マイル (139 km) の小さな道路網がある。アラスカの主要都市とを繋ぐ道路は無い。